# Siegfried Ochs

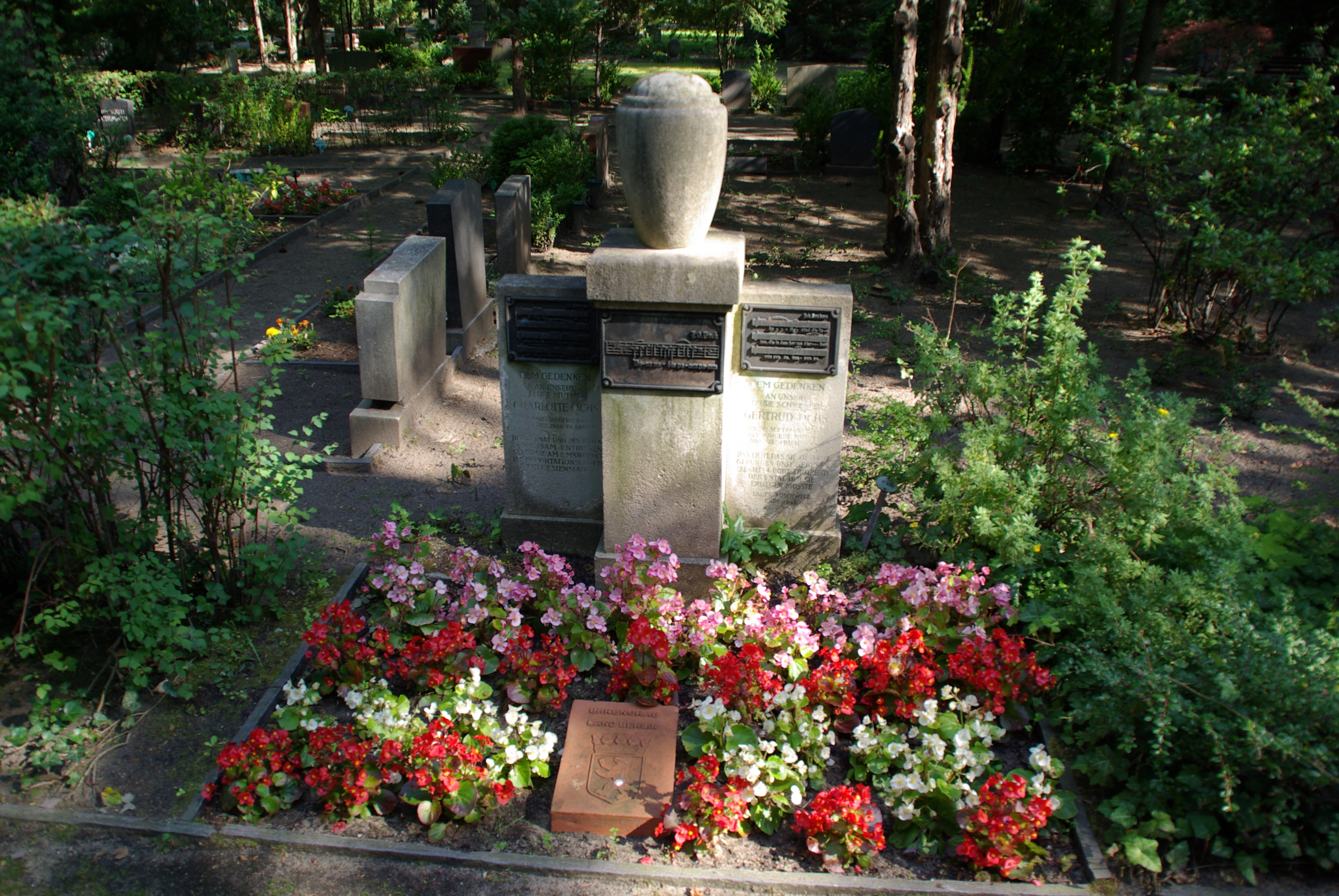
Het graf van Siegfried Ochs.

Siegfried Ochs (Frankfurt am Main, 19 april 1858 - Berlijn, 6 februari 1929) was een Duits componist en koordirigent. Voor bepaalde werken gebruikte hij ook het pseudoniem: Diego Fischers.

## Levensloop
Ochs studeerde aanvankelijk geneeskunde aan het Polytechnikum in Darmstadt alsook scheikunde in Heidelberg. Maar hij stopte met deze studie en begon in 1877 aan de Koninklijke Hogeschool voor muziek te Berlijn zijn muziekstudie. Zijn docenten aldaar waren Ernst Friedrich Carl Rudorff, Adolf Schulze en Friedrich Kiel. Later studeerde hij nog privé bij Heinrich Urban. In 1882 richtte hij het Siegfried Ochs'schen Gesangverein op die in 1888 vernoemd werd in Philharmonisch Chor Berlin, dat hij tot 1920 zou leiden. Op 18 februari 1883 verzorgde dit koor het eerste openbare concert. In 1884 werkte dit koor mee bij de uitvoering van La Fuite en Égypte van Hector Berlioz in de "Berliner Philharmonie".
In 1889 werd Ochs tot professor benoemd. In 1900 richtte hij samen met Joseph Joachim de Nieuwe Bachgezelschap op. Voor de uitvoering van werken van Johann Sebastian Bach verwierf hij grote verdiensten.
Hij schreef een komische opera Im Namen des Gesetzes. Zijn bekendste werk is het lied Dank sei Dir, Herr en een Parodie van muziek van 14 bekende componisten, waaronder Bach, Haydn, Mozart, Beethoven en Wagner, door een van hun bekende werken samen te smelten met het volkslied S' kommt ein Vogel geflogen - Variationen über ein deutsches Volkslied im Stile älterer und neuerer Meister. In een bewerking door Sake Lieuwe Tiemersma bestaat er ook een arrangement voor harmonieorkest van deze variaties.
Gelijksoortige muzikale grappen (Duits: Eskapade) zijn er van Karl Hermann Pillney met het lied Was machst Du mit dem Knie, lieber Hans, beim Tanz en Ulrich Sommerlatte met Der alte Peter.

## Composities

### Werken voor orkest
- Humoristische Variationen über "s' kommt ein Vogel geflogen" im Stile älterer und neuerer Meister, voor orkest
  1. Thema: 's kommt ein Vogel geflogen - Allegretto con moto
  2. Bach - Allegro non troppo
  3. Haydn (Streichquartett) - Allegretto commodo
  4. Mozart (Arie) - Andante grazioso
  5. Joh. Strauss (Wiener Walzer) - Schwungvoll
  6. Verdi (Aria di bravura) - Con brio
  7. Gounod - Adagio e dolce
  8. Chopin (Valse) - Lento
  9. Wagner - Lento - Grandioso
  10. Beethoven (Violin-Sonate) - Andante ma non troppo
  11. Mendelssohn Bartholdy (Männer Quartett) - Andante molto espressivo
  12. Schumann - Allegretto
  13. Brahms (Wiegenlied) - Teneramente
  14. Meyerbeer - Tempo di marcia
  15. Militaire Marsch

### Muziektheater

#### Opera's
| Voltooid in | titel                 | aktes       | première      | libretto         |
| ----------- | --------------------- | ----------- | ------------- | ---------------- |
| 1888        | Im Namen des Gesetzes | 3 bedrijven | 1888, Hamburg | van de componist |

### Vocale muziek

#### Liederen
- Dank sei Dir, Herr, voor zangstem en orkest (of piano)[2]
- Maulbronner Fuge

### Werken voor piano
- Humoristische Variationen im Stil alter Meister

## Opnamen van Ochs' werken
- Musikalische Eskapaden, Nordwestdeutsche Philharmonie onder leiding van Peter Falk
- Was machst du mit dem Knie, lieber Brahms, Gerrit Zitterbart, piano, Edition Ohrwurm 3

## Publicaties
- Geschehenes, Gesehenes, Leipzig und Zürich: Grethliem and Co., 1922, 427 p.

## Media
1. ↑  s' kommt ein Vogel geflogen door het ORF Symphonie Orchester o.l.v. Hans Zauner
2. ↑  Dank sei Dir, Herr door Jessica Pray (mezzosopraan) en Ben Holthaus (piano)

- Bibsys: 90529805
- Bibliothèque nationale de France: cb129700384 (data)
- Gemeinsame Normdatei: 11707988X
- International Standard Name Identifier: 0000 0001 0858 6542
- Library of Congress Control Number: n88610997
- Nationale Bibliotheek van Letland: 000149182
- MusicBrainz: 36c30f5f-736b-4e17-be6a-62fe51ffc52c
- Nationale Bibliotheek van Tsjechië: mzk2010609303
- Nationale Bibliotheek van Israël: 987007266164805171
- Nederlandse Thesaurus van Auteursnamen: 072450290
- SNAC: w6v415zz
- Système universitaire de documentation: 080238572
- Virtual International Authority File: 74958643
- WorldCat: E39PBJg4prJ8rDDDrK4vDKwQv3